# 井上道砂因碩
井上道砂因碩（いのうえ どうさいんせき、1649年（慶安2年） - 1697年（元禄10年））は、江戸時代の囲碁棋士で、家元井上家三世井上因碩（相続時は二世、後に家系書き換えで三世）、石見国（現・島根県大田市）出身、本因坊道悦門下、上手。
本因坊道策の弟で、本姓山崎、幼名は千松。退隠後は休山を号す。ただし本因坊家に残された文書・石井恕信の著「本因坊家伝」では道策の甥と記述されている。
二世井上玄覚因碩が跡目を定めないまま1673年（延宝元年）1月に没した後、本因坊道悦が自身の門下である道砂の跡式による相続願いを12月に寺社奉行に提出し、これが認められて家督を継ぐ。翌年3月に井上因碩の襲名を願い出て認められた。これ以降、井上家当主は代々因碩を名乗る様になる。また井上家は50石10人扶持であったが、この時に25石に減ぜられ、後にまた50石に戻った。
御城碁には1674年（延宝2年）に初出仕、1695年（元禄8年）まで13局を勤める。1677年（延宝5年）に道策が本因坊家を継ぐと同時に名人碁所に就いた際、上手（七段）の手合割に定められる。1690年（元禄3年）に道策門下の桑原道節（井上道節因碩）を跡目に定めた。ただし、道節は道砂より年上である。
1697年没、墓所は京都寂光寺。

## 御城碁成績
- 1674年（延宝2年） 先番1目勝 安井春知
- 1676年（延宝4年） 先番2目負 安井知哲
- 1677年（延宝5年） 白番13目勝 林門入
- 1679年（延宝7年） 先番3目勝 安井春知
- 1681年（天和元年） 白番13目勝 林門入
- 1682年（天和2年） 白番7目負 安井春知
- 1683年（天和3年） 先番16目勝 安井算哲
- 1684年（貞享元年） 白番3目負 林門入
- 1687年（貞享4年） 白番3目負 星合八碩
- 1688年（元禄元年） 先番3目勝 星合八碩
- 1689年（元禄2年） 白番5目負 星合八碩
- 1692年（元禄5年） 白番2目負 安井仙角
- 1695年（元禄8年） 白番9目負 安井知哲